# Ернст Фолрат
Ернст Фолрат (на немски: Ernst Vollrath) е германски философ.

## Биография
Роден е на 25 януари 1932 година във Вевелингховен, днес част от Гревенброх. Изследва работите на Хана Аренд, като през 70-те години въз основа на тях развива собствена политическа философия. От 1976 година до пенсионирането си през 1999 година преподава в Кьолнския университет и играе важна роля за популяризирането на Аренд в Германия.
Ернст Фолрат умира на 30 януари 2003 година в Бохум.